# Сельское поселение Букарёвское
Сельское поселение Букарёвское — упразднённое муниципальное образование в Истринском муниципальном районе Московской области.
Административный центр — посёлок Глебовский. Глава сельского поселения — Кулагина Татьяна Владимировна.
Из-за плохого экономического положения поселения в сентябре 2016 по инициативе главы администрации района Андрея Дунаева был поднят вопрос об упразднении сельского поселения Букарёвского путём присоединения его территории к сельскому поселению Бужаровскому.

## Население
| 2006    | 2007    | 2008    | 2009    | 2010    | 2011    | 2012    | 2013    |
| ------- | ------- | ------- | ------- | ------- | ------- | ------- | ------- |
| 10 149  | ↘9591   | ↘9509   | ↘9440   | ↗10 327 | ↗10 335 | →10 335 | ↘10 328 |
| 2014    | 2015    | 2016    | 2017    |         |         |         |         |
| ↘10 277 | ↘10 232 | ↘10 190 | ↘10 099 |         |         |         |         |

## География
Расположено в центральной части района, к северо-западу от районного центра — города Истры. На севере граничит с сельским поселением Бужаровским, на востоке — с сельским поселением Лучинским, на юге — с сельским поселением Костровским, на западе — с сельским поселением Ядроминским. Площадь территории сельского поселения — 6708 га.

## История
Образовано в ходе муниципальной реформы, в соответствии с законом Московской области от 28.02.2005 года № 86/2005-ОЗ «О статусе и границах Истринского муниципального района и вновь образованных в его составе муниципальных образований».
Законом Московской области от 22 февраля 2017 года № 21/2017-ОЗ, 11 марта 2017 года все муниципальные образования Истринского муниципального района — городские поселения Дедовск, Истра и Снегири, сельские поселения Бужаровское, Букарёвское, Ермолинское, Ивановское, Костровское, Лучинское, Новопетровское, Обушковское, Онуфриевское, Павло-Слободское и Ядроминское — были преобразованы, путём их объединения, в городской округ Истра.

## Состав сельского поселения
| №  | Населённый пункт | Тип населённого пункта          | Население |
| -- | ---------------- | ------------------------------- | --------- |
| 1  | Брыково          | деревня                         | ↘17       |
| 2  | Букарёво         | деревня                         | ↘12       |
| 3  | Глебово          | деревня                         | ↗89       |
| 4  | Глебово-Избище   | деревня                         | ↗150      |
| 5  | Глебовский       | посёлок, административный центр | ↗11 678   |
| 6  | Горки            | деревня                         | →18       |
| 7  | Дедёшино         | деревня                         | ↗73       |
| 8  | Зелёный Курган   | посёлок                         | ↘73       |
| 9  | Зенькино         | деревня                         | ↗40       |
| 10 | Ильино           | деревня                         | ↗58       |
| 11 | Красный          | посёлок                         | ↘172      |
| 12 | Кучи             | деревня                         | ↗8        |
| 13 | Мыканино         | деревня                         | ↗21       |
| 14 | Октябрьский      | посёлок                         | ↘141      |
| 15 | Филатово         | деревня                         | ↘15       |
| 16 | Хмолино          | деревня                         | ↗29       |
| 17 | Холщёвики        | посёлок станции                 | ↗95       |

## Образование
- Глебовская средняя общеобразовательная школа[20]